# Turon (Kansas)
Turon es una ciudad ubicada en el condado de Reno, en el estado estadounidense de Kansas.

## Geografía
La Oficina del Censo de los Estados Unidos ubica a Turon en las coordenadas 37°48′27.2″N 98°25′40.7″O / 37.807556, -98.427972. Tiene una superficie de 1,19 km², toda ella correspondiente a tierra firme.

## Demografía
Según la censo de 2000, los ingresos medios por hogar en la localidad eran de $21 429 y los ingresos medios por familia eran de $26 000. Los hombres tenían unos ingresos medios de $21 750 frente a los $19 500 de las mujeres. La renta per cápita de la localidad era de $11 197. Alrededor del 19,3% de la población estaba por debajo del umbral de pobreza.
Según el censo de 2010, Turon estaba habitado por 387 personas (46,25% varones, 53,75% mujeres) y su densidad de población era de 325,94 hab/km². El 22,22% de los habitantes eran menores de 16 años, el 59,95% tenían entre 16 y 64, y el 17,83% eran mayores de 64. La edad media era de 39,6 años. Por la clasificación racial del censo, el 84,5% eran blancos, el 4,13% amerindios o nativos de Alaska, y el 7,49% de otra raza. Además, el 3,88% pertenecían a dos o más razas y, del total de la población, el 12,4% eran hispanos o latinos de cualquier raza.